# Kosický rybník
Kosický rybník o výměře vodní plochy 2,1 ha se nalézá asi 1,5 km jihovýchodně od centra obce Kosice v okrese Hradec Králové u polní cesty odbočující ze silnice III. třídy č. 32728 vedoucí z obce Kosičky do obce Bydžovská Lhotka. Pod hrází Kosického rybníka se nalézají dva malé násadové rybníčky. Rybníky jsou využívány pro chov ryb.

## Galerie

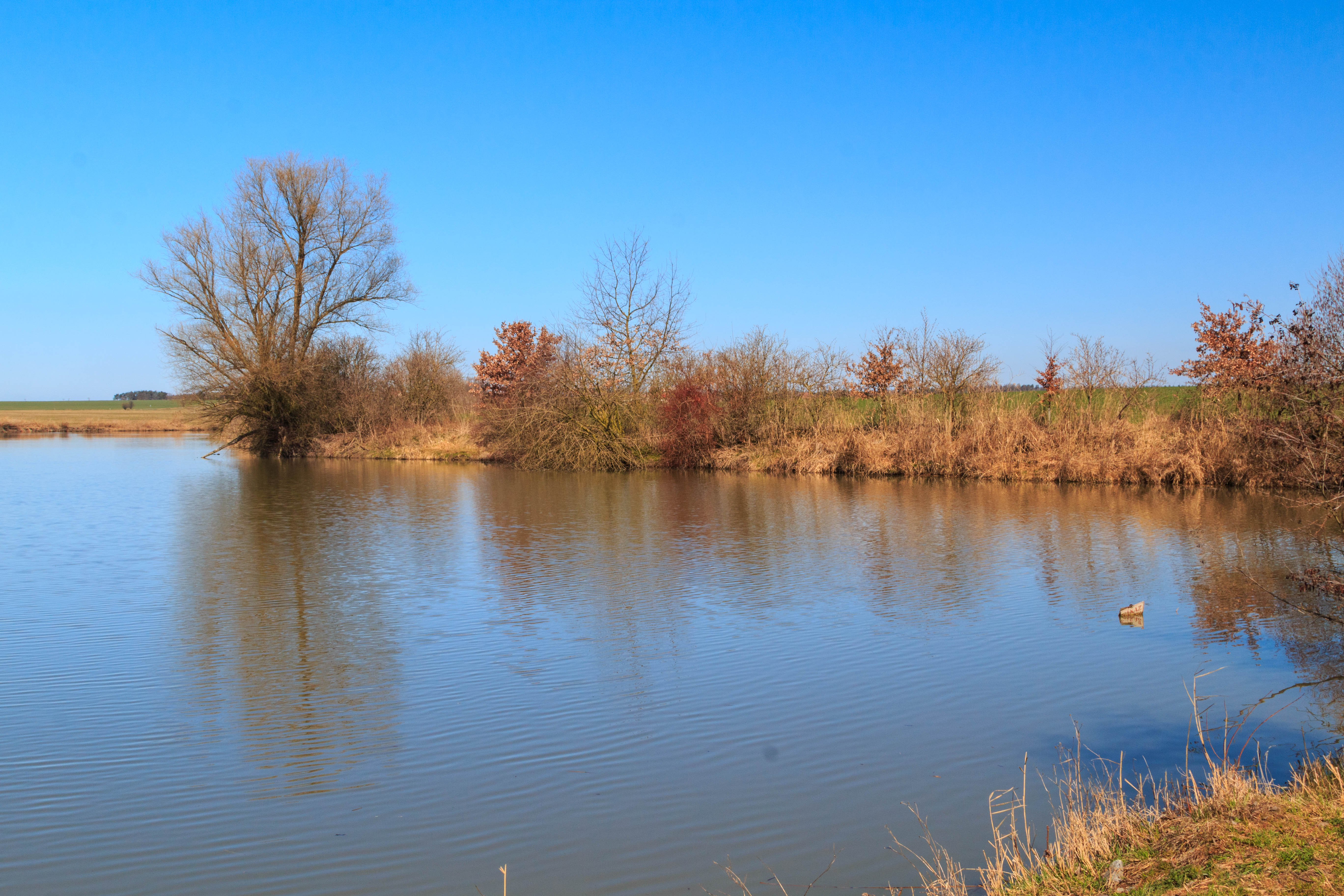
Pohledy na Kosický rybník
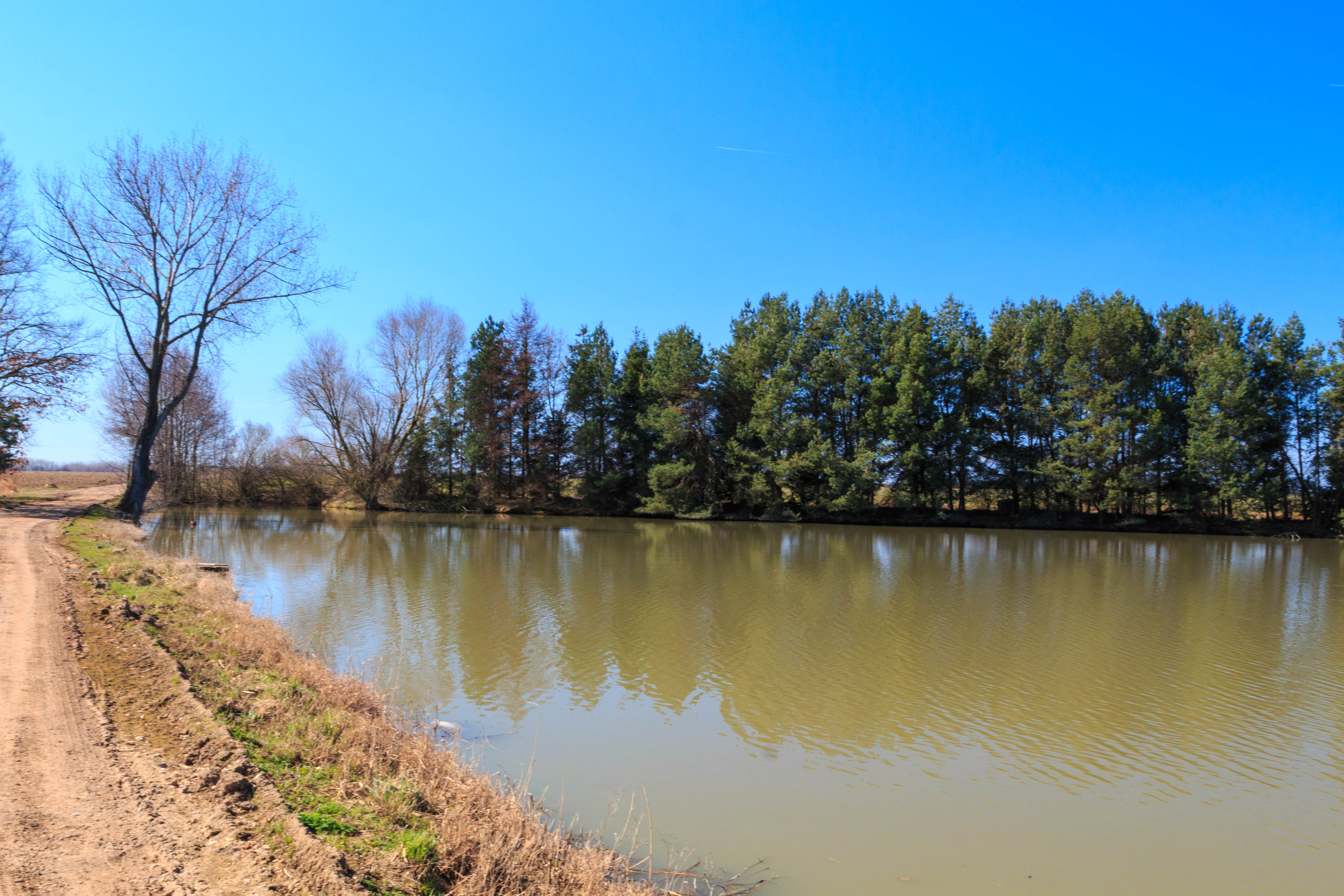
Pohledy na Kosický rybník
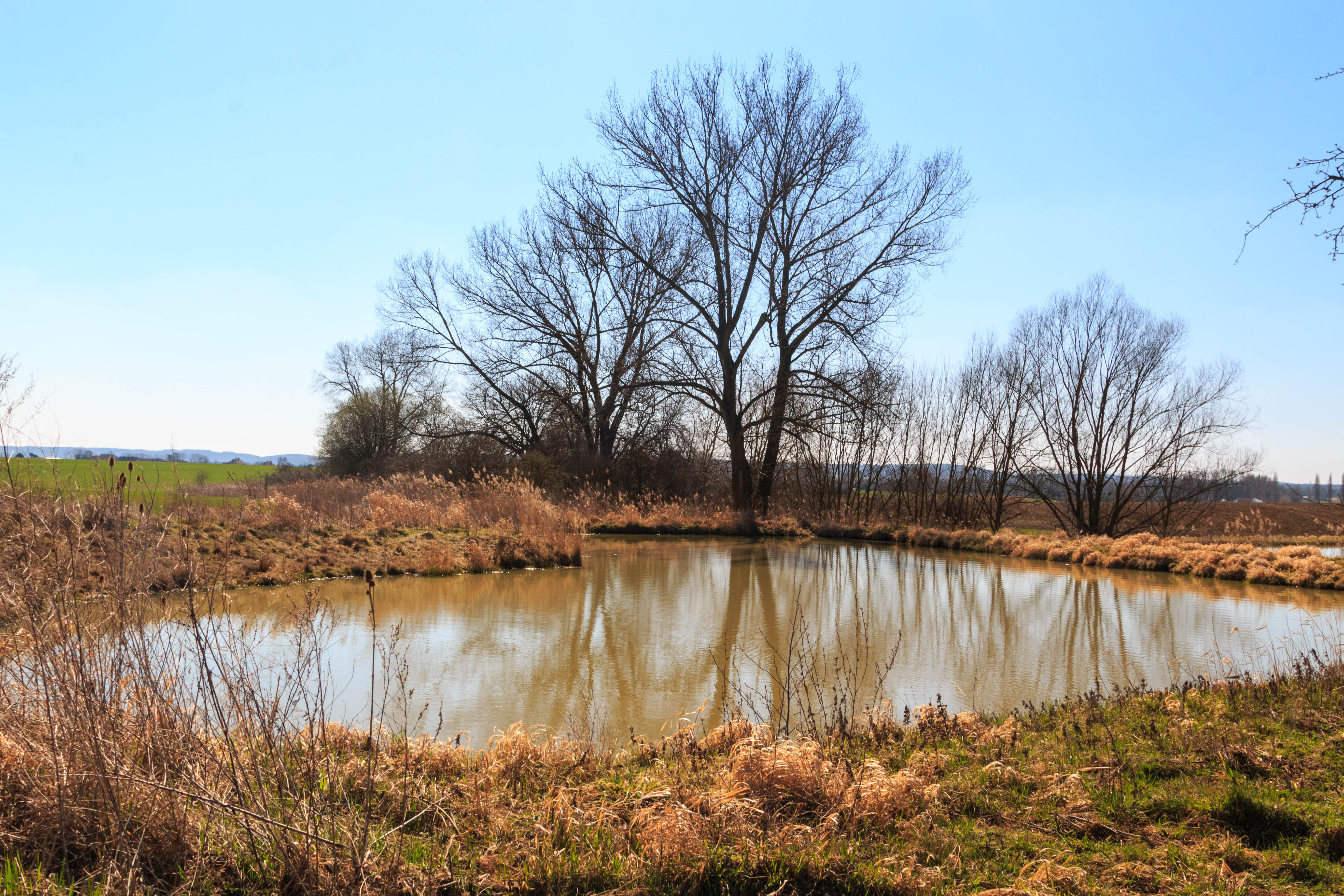
pohledy na násadové rybníčky pod Kosickým rybníkem
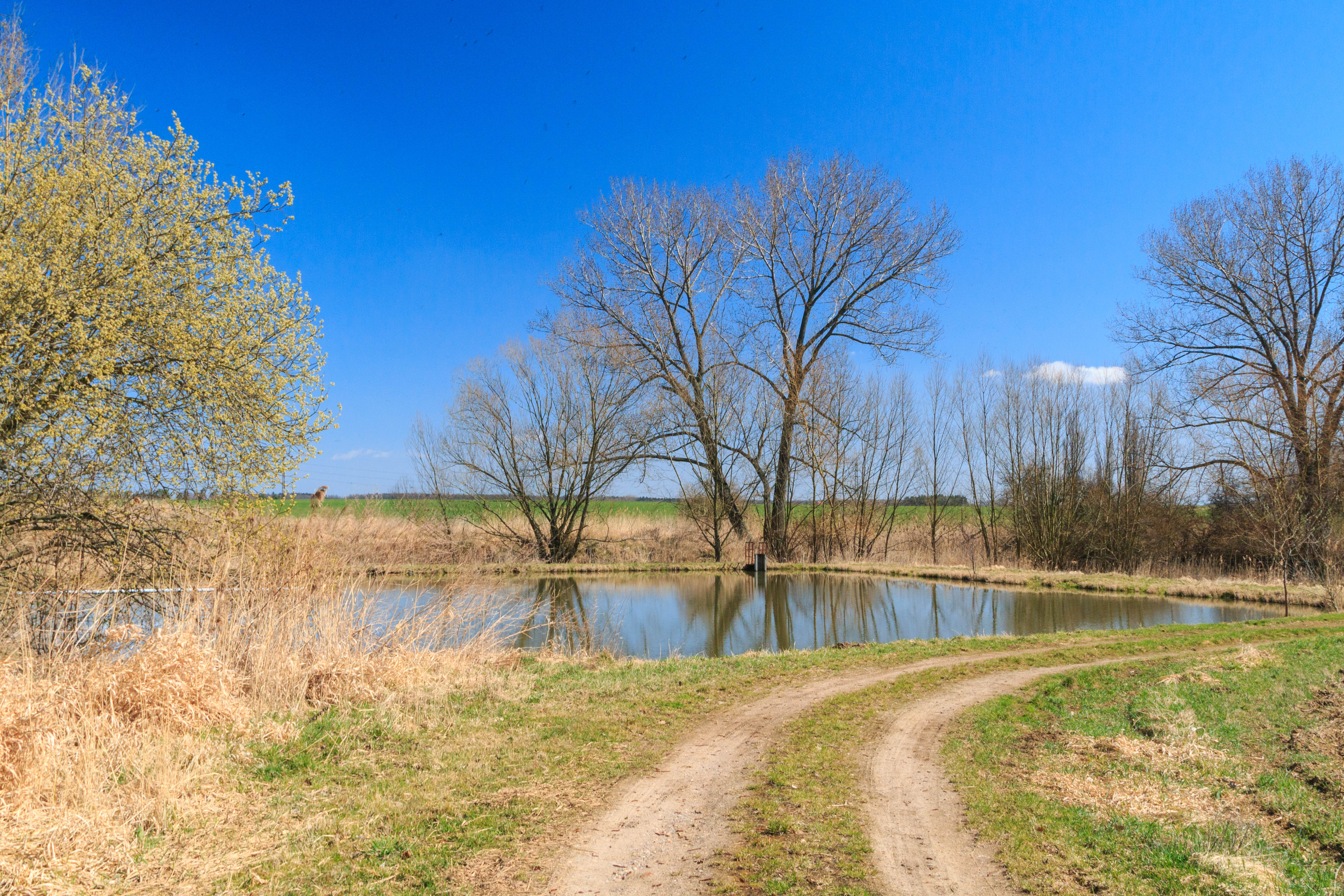
pohledy na násadové rybníčky pod Kosickým rybníkem